# Сава Анђелковић
Сава Анђелковић (Београд, 1924 — Београд, 2016), илегалац, учесник НОБ-а, обавештајни официр Космајског партизанског одреда, друштвено-политички радник СФРЈ, економиста, уредник листа „Борба”, помоћник директора Југословенске пољопривредне банке, специјални саветник Удружене београдске банке.

## Биографија

### Народноослободилачка борба
Сава Анђелковић рођен је у Београду 1924. године. Током Другог светског рата припадао је омладинском активу који је деловао у Београду на територији VI кварта. Учествовао је у цепању непријатељских плаката, исписивању парола против окупатора, разношењу летака и другог илегалног материјала, сакупљању одеће и потребног материјала за НОФ, скривању илегалаца и помагању при њиховом одласку у партизанске одреде и друго.
Априла 1944. године прикључио се Сремском а касније Космајском партизанском одреду. До ослобођења Београда организовао је обавештајне групе, сакупљао податке о окупираном граду, јачини и распореду немачког гарнизона у Београду као и друге информације које је слао Штабу Прве армијске групе.
Током илегалног рада у Београду имао је надимке Прле, Пирга, Зима и друге.
По ослобођењу Београда, одлуком Месног комитета КП за Београд, повучен је са дужности помоћника обавештајног официра Прве армијске групе за политички рад на терену. Године 1945. постављен је за члана Рејонског комитета КПЈ за Пети рејон у Београду, а наредне године за његовог секретара. До пролећа 1948. био је члан Месног комитета СКОЈ-а Београда, а потом члан Агитпропа Месног комитета КП до 1950. године. У периоду 1950–1952. године похађао је Вишу партијску школу „Ђуро Ђаковић”.
Лик Саве Анђелковића послужио је као инспирација сценаристима Драгану Марковићу и Синиши Павићу приликом рада на телевизијској серији „Отписани“, за лик Прлета кога је тумачио Драган Николић.

### Послератни период
Студије економије уписује на Београдском универзитету где је дипломирао 1956. године.
У периоду од 1954. до 1961. године обављао је функције везане за издавачку делатност. Био је уредник листа „Борба”, главни уредник часописа „Комуна” као и секретар Удружења издавача ФНРЈ.
На градском нивоу Сава Анђелковић је био одборник СО Стари Град, а на републичком је обављао функције секретара Идеолошке комисије ЦК СК Србије, посланика Републичког већа Скупштине Србије и председника Одбора за план и финансије Републичке скупштине.
Од 1974. године био је помоћник директора Југословенске пољопривредне банке – Пољобанке, а од 1978. потпредседник Удружене пољопривредне банке. Када је Пољобанка престала са радом, 1980. године, Сава Анђелковић је постављен за специјалног саветника Удружене београдске банке, где је остао до пензионисања.
Преминуо је јуна месеца 2016. године у Београду, где је и сахрањен.

## Легат Саве Анђелковића
Сава Анђелковић је 2012. године Историјском архиву Београда предао артефакта и документа која се односе на догађаје у вези са ослобођењем Београда, од којих је формиран Легат Саве Анђелковића - Сигнатура фонда: ИАБ, 2879.
Легат између осталог садржи: Упуте о војној обавештајној служби; план Београда са уцртаним немачким бункерима; објаву Штаба I Пролетерске дивизије НОВЈ од 16. октобра 1944. године, којом се Сави Анђелковићу дозвољава слободно кретање по Београду и ношење оружја као и чланци и фотографије.
Саставни део легата чине и наоружање и опрема немачког официра којег је Сава Анђелковић заробио: машинска пушка произведена у Немачкој при крају Другог светског рата, шаржери за машинску пушку са похабаним кожним опасачима и упртачима, пиштољ „Parabelum”, калибра 9 mm, са две футроле, муниција, маст за подмазивање оружја у металној кутији, компас, кожна и платнена торбица и друго.
Грађа је категоризована као културно добро.